# Workers Film and Photo League
Die Workers Film and Photo League (WFPL) war eine Organisation Kulturschaffender in den Vereinigten Staaten, mit Verbindungen zu den Friends of Soviet Russia und damit zur Internationalen Arbeiterhilfe Willi Münzenbergs. 

## Geschichte
Von 1920 bis 1930 produzierte die WFPL Dokumentationen von Arbeiterstreiks und politischen Aktivitäten, unter anderem über den "Passaic Textile Strike", den "Gastonia Textile Strike" und den "National Miners Union Strike" von 1931 bis 1932. 
Da die WFPL eine kulturelle Organisation der Kommunistischen Partei der USA war, wurden ihre Wochenschauen generell nicht in den Kinos, dafür aber innerhalb der Partei oder bei Veranstaltungen der "Trade Union Unity League" gezeigt.
1933 wurde das Wort "Workers" aus dem Namen der Organisation genommen, die somit zur "Film and Photo League" wurde. Die sowjetische Abteilung der "WIR" wurde 1935 abgeschafft. Die "FPL" überlebte zwar noch ein Jahr, löste sich dann aber auf. Die Fotografen organisierten sich in der Photo League und die Filmschaffenden in der Frontier Film Group. Schon 1934 hatten einige Filmemacher die FPhL verlassen und Nykino gegründet, das bis 1937 bestand. Andere ehemalige WFPhL Mitglieder gründeten ihre eigene Produktionsfirma.

## Mitglieder (Auswahl)
- Lester Balog
- Sam Brody
- Robert Del Duca
- Leo Hurwitz
- Lewis Jacobs
- Vic Kandel
- Irving Lerner
- Jay Leyda
- Hansel Mieth
- David Platt
- Julian Roffman
- Leo Seltzer
- Ralph Steiner